# Christiana Hely-Hutchinson, 1.ª Baronesa Donoughmore
Christiana Hely-Hutchinson, 1.ª Baronesa Donoughmore de Knocklofty (nascida Christiana Nickson; Munny, 13 de fevereiro de 1732 – Dublin, 24 de junho de 1788) foi uma nobre irlandesa que detinha o título de baronesa em direito próprio (suo jure). Ela foi casada com o político e advogado John Hely-Hutchinson, reitor de Trinity College, em Dublin.

## Família
Christiana foi a quinta filha e criança nascida de Abraham Nickson e de Mary Hodson. Ela foi batizada em 24 de fevereiro de 1732, em Aghold, no Condado de Wicklow.
Os seus avós paternos eram Abraham Nickson e Lydia Slater. Os seus avós maternos eram Lorenzo Hodson e Elizabeth Hutchinson.
Ela teve quatorze irmãos, que foram: Elizabeth, esposa de Joseph Bunbury; Lydia, que morreu logo após nascer; Sarah, que morreu antes de completar um ano de idade; Rachel, esposa do reverendo Christopher Harvey; Anna Maria, esposa de John Whelan; Lydia, esposa de John Nunn; Lorenzo, marido de Elizabeth Izod; o coronel Abraham Augustus, marido de Grace Greene, que morreu na Batalha de Ballyrahan durante a Rebelião Irlandesa de 1798, onde lutava ao lado dos britânicos; Hester, esposa do capitão Abraham Stewart; Letitia, esposa de Richard Waller; Harriet, esposa de William Paul Butler; Frances, que morreu antes dos dezesseis anos; Mary, esposa do reverendo Peter Mosse, e Benjamin Richard, que não se casou, e faleceu ao atirar, acidentalmente, em si mesmo.

## Biografia
Christiana era a herdeira de seu tio-avô, Richard Hutchinson de Knocklofty, pois Richard, que era o irmão de sua avô materna, Elizabeth, e sua esposa, Christian Moore, não tiveram filhos. A sobrinha de Christiana, Henrietta Maria Hickey, sugeriu que a jovem Christiana tinha sido "adotada" pelo casal, e assim, se tornou sua herdeira. Contudo, isso é improvável, pois a esposa de Richard, Christian, morreu em 1727, vários anos antes do nascimento de Christiana.
Aos 19 anos de idade, a jovem Christiana se casou com o advogado irlandês John Hely, na época com cerca de 27 anos, em 8 de junho de 1751. Ele era filho de Francis Hely do Condado de Cork, e de Prudence Earbury. Como parte do acordo nupcial negociado com Richard Hutchinson, John adicionou o nome de Hutchinson ao seu próprio sobrenome, concordou em pagar a quantia de £11.000 relativa às dívidas da família Hutchinson, não recebeu dote, e recebeu apenas um juro reversionário na propriedade Hutchinson de mais de 3000 acres. No entanto, em troca de ter adotado o sobrenome da esposa, a propriedade passaria para ele e seus herdeiros, e ele tinha o poder de cobrar £2.000 para filhos mais novos. O testamento de Richard de 1757, escrito logo após o nascimento do segundo filho de Christiana e John, confirmou o acordo da herança.
De 1744 a 1794, John atuou como reitor de Trinity College, em Dublin. 
Em 16 de outubro de 1783, foi criado para Christiana o título de baronesa Donoughmore de Knocklofty, no Condado de Tipperary,no Reino da Irlanda. Seu marido havia recusado um título de nobreza, após lhe oferecerem um com recompensa por favores políticos, porém, aceitou pela família, em nome da esposa. Por ser mulher, Christiana não podia participar do Parlamento da Irlanda.
Christiana e John tiveram dez filhos juntos, seis meninos e quatro meninas. O seu marido também teve um filho com outra mulher cujo é desconhecido, chamado Christopher Hely-Hutchinson, membro do Parlamento, que foi marido de Anne Crosbie.
A baronesa faleceu em 24 de junho de 1788, aos 56 anos de idade, em Palmerstown, na casa de campo construída pela família por volta de 1760.

## Descendência
- Christiana Hely-Hutchinson (c. 1753 – fevereiro de 1825), não se casou e nem teve filhos.
- Richard Hely-Hutchinson, 1.º Conde de Donoughmore (29 de janeiro de 1756 – 22 de agosto de 1825), sucessor da mãe, foi tenente-general do exército e governador do Condado de Tipperary. Não se casou e nem teve filhos.
- John Hely-Hutchinson, 2.º Conde de Donoughmore (15 de maio de 1757 – 29 de junho de 1832), sucessor do irmão, foi Comandante em chefe do Egito em 1801, general a partir de 1813, e serviu como governador do Castelo de Stirling. Não sem casou e nem teve filhos;
- Prudence Hely-Hutchinson (c. 1760 – 12 de junho de 1820), nunca se casou e nem teve filhos. Segundo a sua prima, Henrietta Maria Hickey, Prudence era amiga da escritora Hannah More, e viveu junto com a irmã, Margaret, também solteira, em Barley Wood, em Bristol, na Inglaterra, para poderem desfrutar da posição na sociedade de Hannah.[7]
- Margaret Hely-Hutchinson (c. 1765 – março de 1818), nunca se casou e nem teve filhos. Segundo a sua prima, Henrietta Maria Hickey, Margaret era amiga da escritora Hannah More, e viveu junto com a irmã, Prudence, também solteira, em Barley Woord, em Bristol, na Inglaterra, para poderem desfrutar da posição na sociedade de Hannah.
- Augustus Abraham Hely-Hutchinson (20 de março de 1766 – 10 de junho de 1834), foi casado com Catherine Maria Burke, com quem teve dois filhos, Christopher e Christiana Sophia Frances;
- Christopher Hely-Hutchinson (5 de abril de 1767 – 26 de agosto de 1826), não se casou e nem deixou descendência.
- Lorenzo Hely-Hutchinson (6 de outubro de 1768 – 21 de novembro de 1822), serviu no exército como capitão. Foi marido de Maria Blake, com quem teve seis filhos.
- Francis Hely-Hutchinson (26 de outubro de 1769 – 16 de dezembro de 1827), foi membro do Parlamento. Foi marido de Frances Wilhelmina Nixon, com quem teve nove filhos.
- Mary Hely-Hutchinson (c. 1770 – 30 de outubro de 1820), foi casada com o advogado Thomas Smith com quem teve três filhos;